# 카로우 카스트루
카로우 카스트루(Carol Castro, 1984년 3월 10일 ~ )는 브라질의 배우이다.